# Golfo Terpenija
Il golfo Terpenija (in russo Залив Терпения?; "golfo della pazienza"; in giapponese: 多来加湾, Taraika wan) è un'insenatura situata nella parte sud-orientale dell'isola di Sachalin, in Russia. Si affaccia sul mare di Ochotsk e  appartiene all'oblast' di Sachalin (Circondario federale dell'Estremo Oriente).

## Geografia
Il golfo è delimitato ad est dal promontorio Terpenija (полуостров Терпения) che termina nel capo omonimo. L'insenatura è lunga 65 km e larga 130 km, la profondità dell'acqua arriva fino a 50 m. Nel golfo, alla foce del fiume Poronaj (река Поронай), si trova il porto di Poronajsk.
Il mare è ricco di pesce: salmone rosa e keta.

## Storia
Il golfo fu visitato nel 1643 dalla nave olandese Castricum capitanata dall'esploratore e cartografo Maarten Gerritszoon de Vries che la chiamò "baia della pazienza" poiché la sua spedizione dovette sostare qui per lungo tempo a causa di una fitta nebbia che non gli permise di continuare il viaggio.